# Vous ne l'emporterez pas au paradis
Pour plus de détails, voir Fiche technique et Distribution.
Vous ne l'emporterez pas au paradis est un film français de François Dupont-Midy sorti en 1975.

## Synopsis
Après la mort d'un de ses clients, un industriel suisse, des suites d'un arrêt cardiaque, un proxénète décide de faire appel à son frère pour convoyer le cadavre en Suisse. Le voyage ne s'avèrera pas de tout repos.

## Fiche technique
- Titre : Vous ne l'emporterez pas au paradis
- Autre titre : Quand on est mort, c'est pour la vie
- Réalisation et scénario : François Dupont-Midy et Pierre Frachet d'après son roman
- Photographie : Jean-Paul Schwartz
- Musique : Claude Bolling
- Année de production : 1974
- Pays :  France
- Genre : comédie
- Durée : 87 minutes
- Date de sortie :  France - 14 mai 1975

## Distribution
- Charles Denner : Nicolas
- Pierre Mondy : Olivier Galmisch
- Bernard Le Coq : Pierre
- Micheline Luccioni : Gina
- Marion Game : Nadine
- Romain Bouteille : Roger, le veilleur de nuit
- Jean Obé : Georges, le faux majordome
- Tonie Marshall : Micheline, dit "Sandy"
- Jean-Pierre Rambal : le douanier suisse
- Clément Harari : Franz, le boss
- Christian de Tillière : Fredy, le faux chauffeur
- Georges Lycan
- Louis Navarre : Karl
- Janine Souchon : Lucienne, la propriétaire de l'hôtel
- Gérard Jugnot : le serveur
- Albert Pierjac
- Jean Abeillé
- Jean-Paul Bonnaire : Félix, le vendeur de malles (non crédité)
- Albert Simono : Georges (non crédité)
- Jacques Van Dooren : Daniel Schumacher, le mort
- Albert Mosin : Henry
- Colette de Varga
- Rita Maiden : Madame Paradole
- Freddy Houragane